# Eisingersdorf

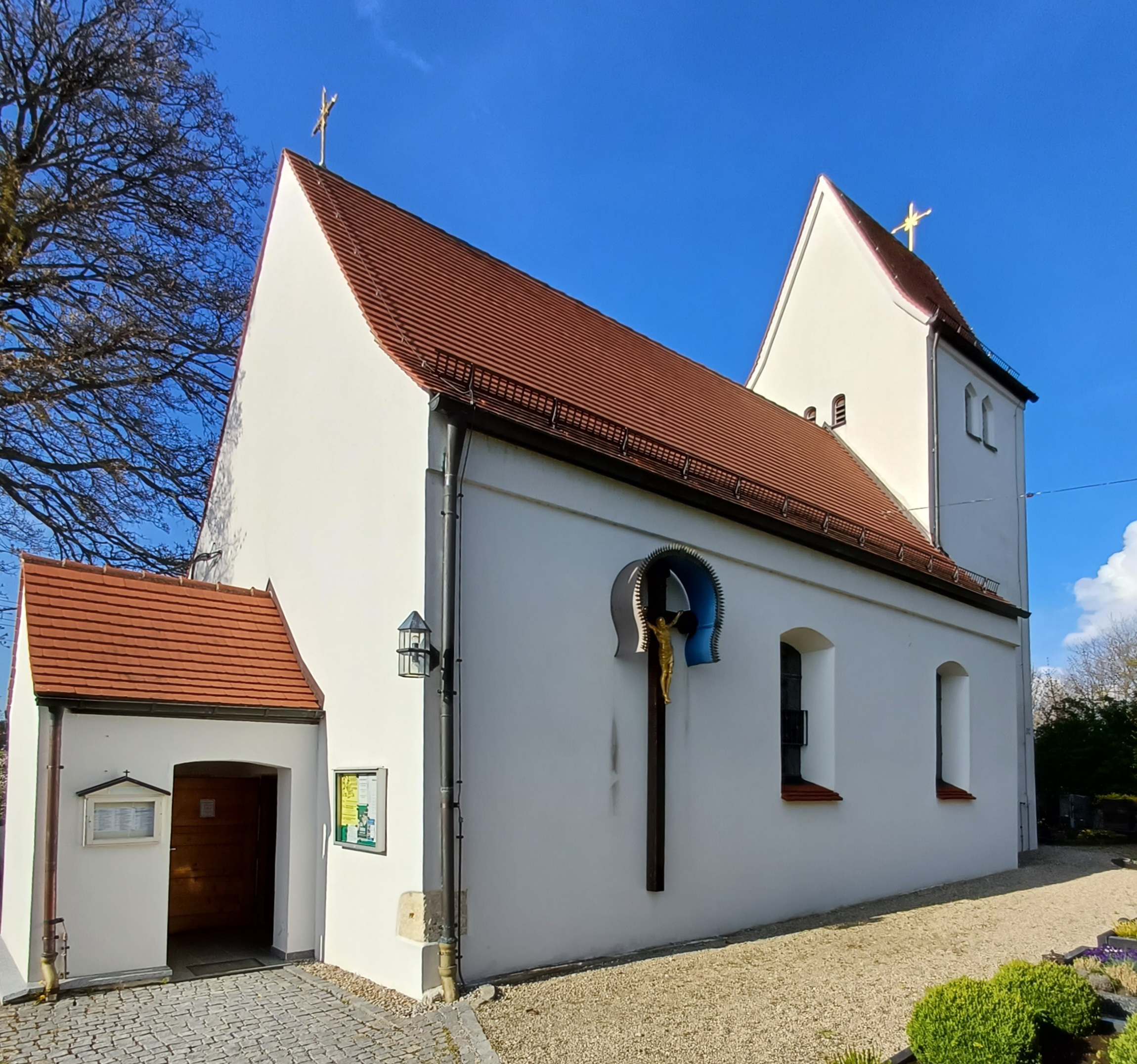
Kirche St. Ullrich

Eisingersdorf ist ein Gemeindeteil von Aindling im schwäbischen Landkreis Aichach-Friedberg in Bayern. Das Kirchdorf liegt circa eineinhalb Kilometer nördlich von Aindling. Das Dorf hatte am 1. Januar 2023 318 Einwohner.

## Geschichte
Bis zu Säkularisation in Bayern gehörte Eisingersdorf dem Kloster St. Ulrich und Afra in Augsburg.
Am 1. April 1928 wurden die bis dahin selbstständigen Gemeinden Edenhausen und Eisingersdorf nach Pichl eingemeindet. Diese wurde mit den Ortsteilen Eisingersdorf und Edenhausen am 1. Oktober 1971 im Zuge der Gebietsreform nach Aindling eingemeindet.

## Sehenswürdigkeiten
Siehe auch: Liste der Baudenkmäler in Eisingersdorf
- Katholische Kirche St. Ulrich